# Graneros
Graneros – miasto w Chile, położone w północnej części regionu O’Higgins.

## Opis
Miejscowość została założona 17 listopada 1899 roku. Przez miasto przebiega droga krajowa H-10 i linia kolejowa. 

## Demografia
Źródło.